# Кулик Світлана Миколаївна
Світлана Миколаївна Кулик (* 13 листопада 1983 Херсон) – українська акторка. Артистка театру ім. Щепкіна.

## Життєпис
Народилася у сім’ї робітників. У 9 років разом із батьками переїхала до смт Жовтневе. 
У 2000 році закінчила школу у Жовтневому і вступила до Сумського вищого училища мистецтв і культури ім. Д. С. Бортнянського на режисерський факультет викладача Кулика Олексія Борисовича.
Після закінчення навчання у 2003 році прийнята до трупи Сумського обласного академічного театру драми та музичної комедії імені М. С. Щепкіна. Має багато грамот та відзнак.

Світлана Кулик у виставі "По-модньому"

Одружена з актором театру Юрієм Сергійовичем Куликом. Має сина Артура – 12 років та доньку Олександру – 1 рік.

### Репертуар
| Вистава                          | Роль            |
| -------------------------------- | --------------- |
| «Дивна місіс Севідж»             | Флоренс         |
| «Новорічні пригоди кицьки Глаші» | Снігуронька     |
| «Остання сповідь»                | Марі            |
| «Дайте бабусі вічний спокій»     | Ресторан        |
| «Ревізор»                        | Марія Антонівна |
| «Гра в кохання»                  | Вірджинія       |
| «Чумаки»                         | Ярина           |
| «По-модньому»                    | Наталка         |
| «Вовчиха»                        |                 |
| «Дочки-матери»                   | Катя            |
| «Три порося»                     | Нуф-Нуф         |
| «Новорічна інтермедія»           | Снігуронька     |
| «Дюймовочка»                     | Дюймовочка      |
| «Влюблённый щенок»               | Оксана          |
| «Друзі із Бремена»               | Страж           |
| «За двома зайцями»               | Настя           |
| «Велосипед з червоними колесами» | Кіт             |
| «Такі вільні метелики»           | Джіл Шеннер     |
| «Пан Кіт»                        | Принцеса        |
| «Ніч під Івана Купала»           | Наталка         |